# 宣府护卫
宣府护卫，是明朝初期设立的一个卫所。

## 概述
原设宣府三卫。明洪武二十八年（1395年），谷王朱橞就藩宣府后，以宣府左卫、右卫改置，直属谷王府，治今河北省张家口市宣化区。建文四年（1402年）复改为宣府左卫、宣府右卫。 永乐元年改属京师后军都督府。后又分为左、右、前三卫。